# Thomas Wipf
Thomas Wipf (* 1946 in Zürich) ist ein Schweizer evangelisch-reformierter Pfarrer und Theologe. Er war Präsident der Gemeinschaft Evangelischer Kirchen in Europa GEKE und bis 2010 Ratspräsident des Schweizerischen Evangelischen Kirchenbunds SEK.

## Leben
Thomas Wipf besuchte von 1953 bis 1962 die Primar- und Sekundarschule in Zürich sowie von 1963 bis 1967 die Kantonale Handelsschule (Wirtschaftsgymnasium) Zürich. 1967 folgte für drei Jahre die Kirchlich-Theologische Schule Basel (KTS) mit dem Abschluss der altsprachlichen Matura. Dann studierte Wipf evangelische Theologie an den Universitäten Basel, Münster und Zürich. Nach dem theologischen Konkordatsexamen folgten das pfarramtliche Praktikum, die Ordination zum Verbi Divini Minister VDM sowie die Mitgliedschaft des Zürcher Ministeriums. Ausserdem bildete sich Wipf zum Industriepfarrer weiter und ergänzte die Weiterbildung in den Bereichen der ökumenischen Theologie und der Katechetik.
Von 1975 bis 1998 war Thomas Wipf Gemeindepfarrer in Schönenberg ZH. 1988 bis 1993 war er Vizedekan des Pfarrkapitels Horgen, 1983 bis 1993 Mitglied der Zürcher Kirchensynode. 1987 wurde Wipf für elf Jahre als Zürcher Delegierter in die Abgeordnetenversammlung des Schweizerischen Evangelischen Kirchenbunds entsandt. 1993 folgte die Wahl in den Kirchenrat der Evangelisch-reformierten Landeskirche des Kantons Zürich. 1997 war er ein Jahr Präsident der Abgeordnetenversammlung des Schweizerischen Evangelischen Kirchenbundes, von 1999 bis 2010 stand er diesem als Ratspräsident vor. Sein Nachfolger wurde Gottfried W. Locher. 1999 bis 2002 war Wipf Präsident des Projektes ESE.02 Schweizer Kirchen an der Expo.02.
Seit 1999 war Thomas Wipf Mitglied im Zentralausschuss der KEK, seit 2001 Mitglied im Präsidium der GEKE. Von 2003 bis 2010 leitete Wipf das unter anderem von ihm initiierte Open Forum Davos, eine offene Diskussionsplattform parallel zum Jahrestreffen des Weltwirtschaftsforums. 2004 folgte die Wahl in das Präsidium der KEK, von 2006 bis 2012 war Wipf zudem geschäftsführender Präsident der GEKE. Von 2006 bis 2010 war er ausserdem Vorsitzender des von ihm initiierten Schweizerischen Rates der Religionen SCR. 2009 folgte die Berufung in den European Council of Religious Leaders. 

## Ehrungen
2010 wurde Wipf durch die Universitäten Münster und Debrecen mit der Doktorwürde der Theologie ehrenhalber für seine Verdienste um den europäischen Protestantismus gewürdigt.